# Freidun Aghalyan

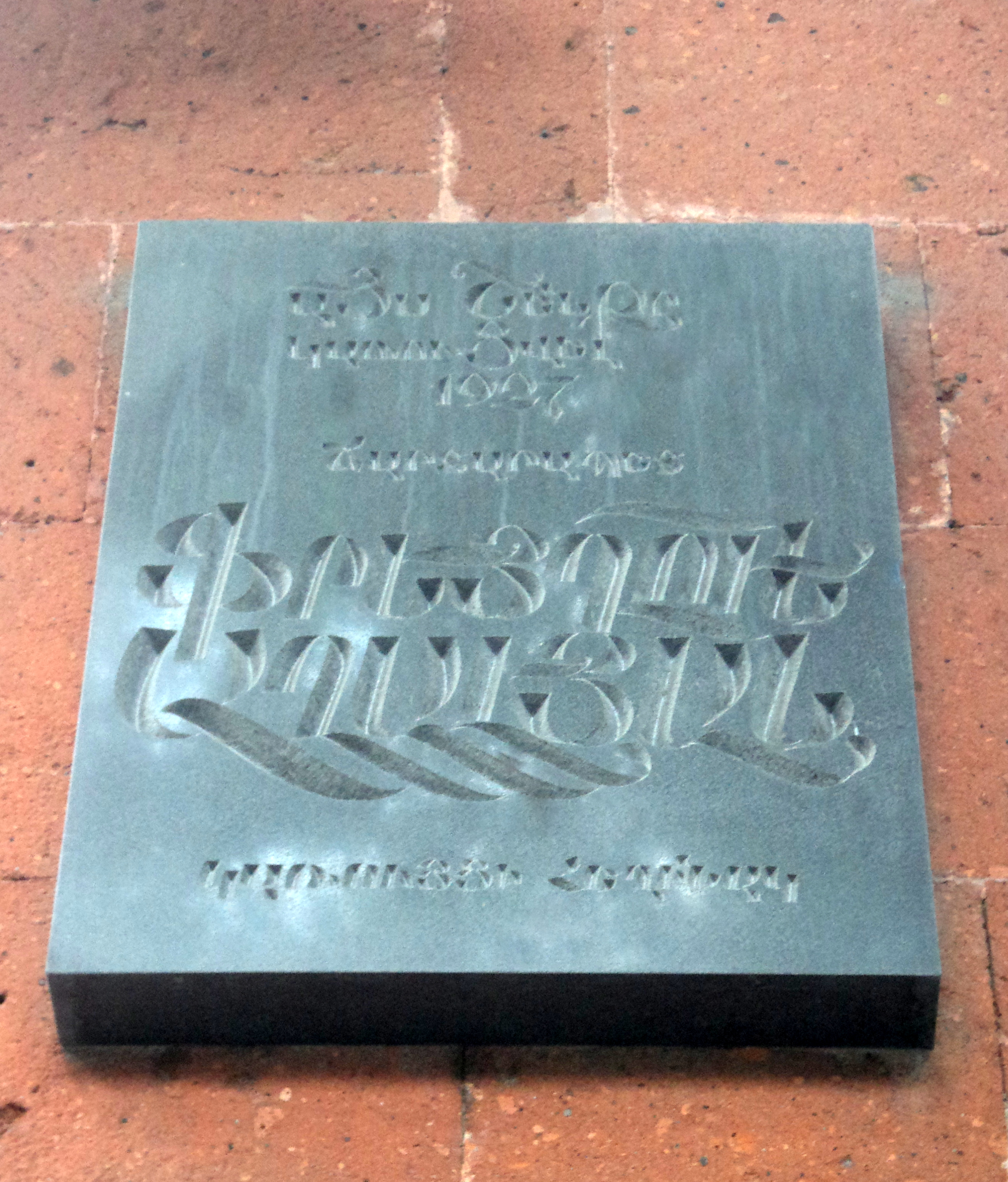

Freidun Aghalyan (20 de novembro de 1876, Shushi, (Azerbaijão) Império Russo - 1º de fevereiro de 1944, Yerevan, RSS da Armênia, União Soviética) foi um arquiteto armênio.